# Эхсараурфосс
Эхсараурфосс (исл. Öxarárfoss) — небольшой водопад на реке Эхсарау (исл. Öxará) на территории национального парка Тингведлир в регионе Сюдюрланд, Исландия. Высота водопада — 20 м.

## География

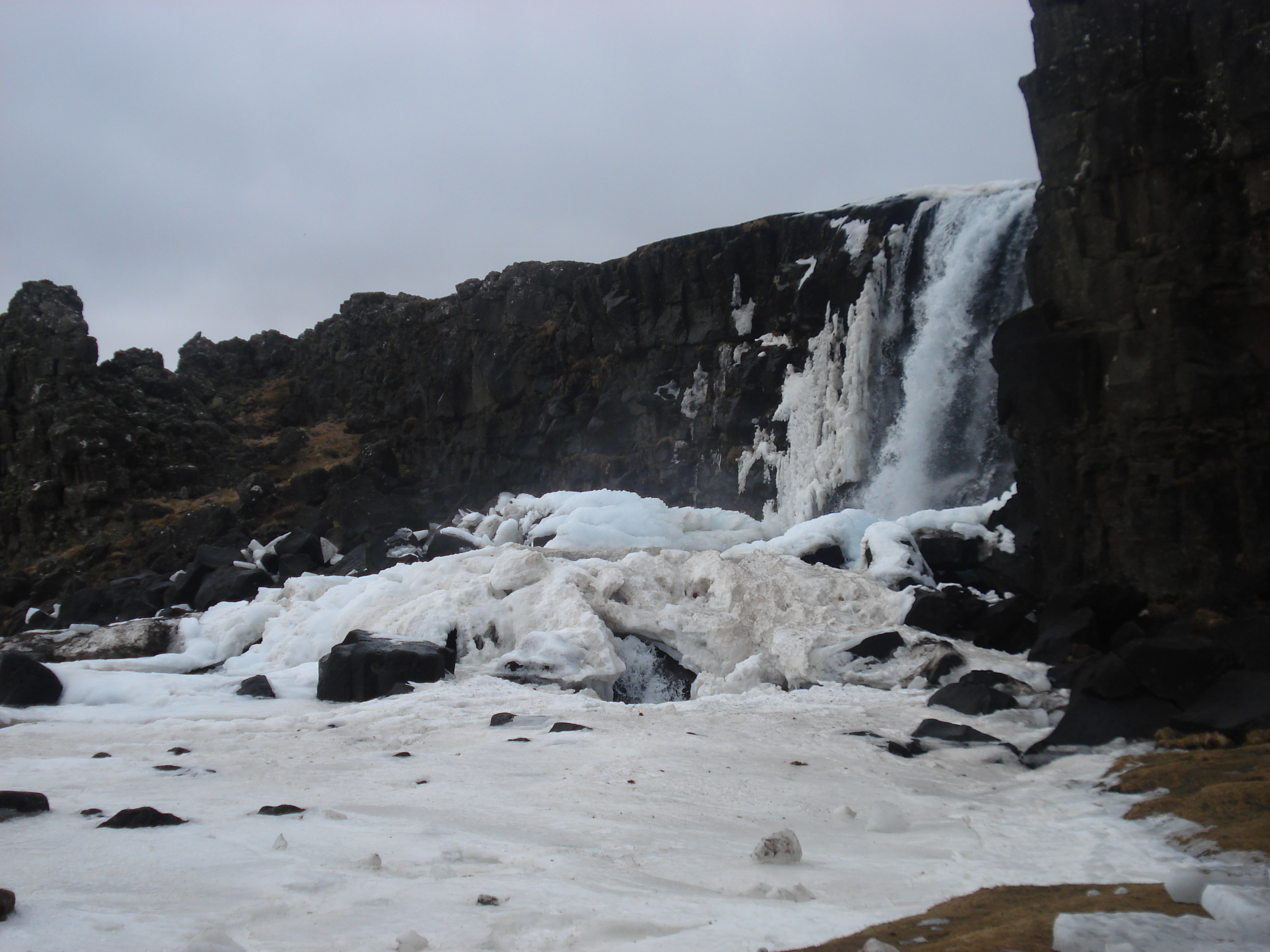
Эхсараурфосс зимой

Водопад расположен севернее озера Тингвадлаватн, вблизи долины Тингведлир и трассы № 36. Водопад является одной и главных достопримечательностей парка Тингветлир и к нему ведёт специальная тропа прямо от ближайшей автостоянки.
Нижняя часть водопада во время зимы покрывается льдом, поскольку там находится большое количество камней и глыб.

## История
Возможно, водопад в давнем прошлом был искусственно создан исландцами, чтобы обеспечить себя постоянным запасом воды.